# Epimecis fraternaria
Epimecis fraternaria är en fjärilsart som beskrevs av Achille Guenée 1857. Epimecis fraternaria ingår i släktet Epimecis och familjen mätare. Inga underarter finns listade i Catalogue of Life.